# Storia del Canada

Evoluzione animata dei confini e dei nomi delle province e dei territori del Canada.

Il Canada è un paese di 38 milioni di abitanti, che occupa l'intera parte settentrionale del continente nordamericano. Dopo la Russia è il secondo paese più grande del mondo. Abitato per millenni da First Nations e inuit, il Canada si è evoluto da un gruppo di colonie europee in una federazione multiculturale e ufficialmente bilingue (inglese e francese), dopo aver ottenuto la sovranità pacificamente dall'ultima potenza che lo ha colonizzato, il Regno Unito. La Francia inviò il primo consistente gruppo di braccianti già nel XVII secolo, ma il Canada divenne dominio inglese fino a quando il paese non raggiunse la piena indipendenza nel XX secolo. La sua storia è stata influenzata direttamente dai suoi abitanti, dalla sua geografia, e dalle relazioni con il resto del mondo. 

## La preistoria
I primi esseri umani raggiunsero il Nord America attraverso l'attuale stretto di Bering tra la Siberia e l'Alaska: gli Indiani canadesi e gli Inuit discendono da quei popoli asiatici. Il primo passaggio del collegamento terrestre allora esistente potrebbe essere avvenuto, a detta degli archeologi, circa 40.000 anni fa. Altri due passaggi sono attestati intorno ai 25.000 e i 12.000 anni fa.

## I Vichinghi
Intorno al 982 un irlandese di nome Erik il Rosso, avendo ucciso un uomo, fu condannato all'esilio per tre anni che trascorse esplorando le spiagge proibite della groenlandia (Greenland), in cui stabilì due colonie. In seguito alcuni dei loro abitanti raggiunsero l'isola di Baffin e la penisola di Melville. Nel 986 una nave diretta a questi insediamenti avvistò una nuova terra coperta da foreste, probabilmente il Labrador e Terranova (Newfoundland). Il resoconto di questo avvistamento è probabilmente la prima testimonianza certa e chiara dell'incontro con le coste dell'America. Il figlio di Erik il Rosso, Leif Erikson, si stabilì per circa un anno, intorno al 995, in una fertile zona chiamata Vinland posta a ovest della Greenland. I ritrovamenti archeologici hanno provato che un insediamento norvegese fu costruito nel sito L'Anse aux Meadows; ma nulla prova che esso sia il Vinland di cui si parla nella Saga di Erik il Rosso. (Intorno al 1812 fu trovata a circa 860 miglia da L'Anse aux Meadows una pietra con iscrizioni che alcuni studiosi hanno riconosciuto in antico norvegese).

## Il contatto europeo

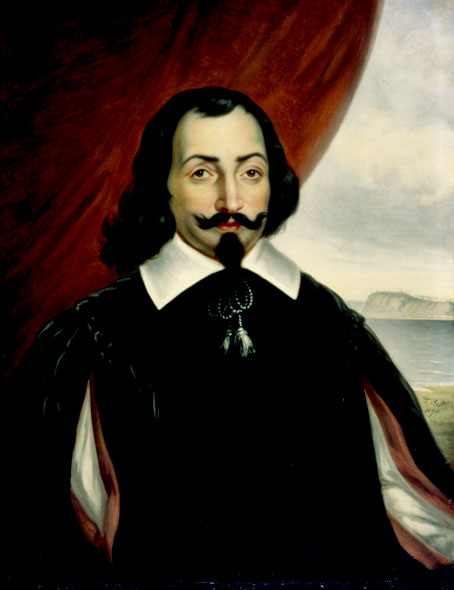
Samuel de Champlain

Nel 1496 Enrico VII d'Inghilterra dette incarico al navigatore Giovanni Caboto di scoprire una nuova rotta per la via delle spezie e di reclamare per l'Inghilterra tutte le nuove terre eventualmente scoperte. Caboto partì il 20 maggio del 1497 da Bristol con una nave chiamata Matthew. Il 24 giugno fu avvistata la terra, forse Terranova o Cape Breton. Incoraggiato dal successo, il re finanziò un secondo viaggio nel maggio del 1498, con 5 navi. L'Inghilterra non era però la sola potenza interessata ai nuovi territori oltre l'Atlantico. Jacques Cartier, con una lettera patente di Francesco I di Francia, giunse nel Golfo del San Lorenzo il 29 giugno del 1529. Nel 1535 Cartier aveva già intrapreso buone relazioni con gli indiani Irochesi.
Cartier chiamò Mont-Royal, da cui Montréal, il sito di Hochelaga, probabilmente in onore del suo compagno di viaggio, Claude de Pontbriant, figlio di Pierre de Pontbriant, Signore del Montréal nel Périgod; l'ipotesi che il nome della città derivi dal cardinale Ippolito de' Medici (m.1535), amministratore dell'arcidiocesi di Monreale in Sicilia, non ha alcun fondamento documentario. Nel 1541 Cartier tornò con oltre 400 coloni e 5 navi e fondò il forte di Charlesbourg-Royal a Cap Rouge, a otto miglia dalla foce del San Lorenzo. Nel 1605 Pierre Dugua de Mons, nominato governatore dell'Acadia (una regione che comprende le attuali Province Marittime e la gran parte del Maine) fondò un nuovo forte che chiamò Port Royal (in Nova Scotia) e che fu il primo insediamento stabile europeo a nord della Florida.
Nel 1607 avendo però perduto il monopolio del traffico delle pellicce nei nuovi territori decise di abbandonare l'isola. Nel 1610 Jean de Poutrincourt ottenne di nuovo la concessione del monopolio da Enrico IV e, nonostante la regina Marie gli imponesse la presenza di alcuni missionari gesuiti per concedere i finanziamenti richiesti, decise di partire senza di loro. Negli anni successivi la presenza dei gesuiti, comunque imposta dalla corte di Francia, causò notevoli attriti all'interno della colonia arrivando alla scomunica di Charles de Poutrincourt figlio del Governatore. Nel 1613 René de La Saussaye arrivò a Port Royal con svariate navi, coloni e animali, e un sovvenzionamento della Marchesa di Guercheville, strenua sostenitrice dei gesuiti.
Il convoglio sostò solo per il tempo necessario a imbarcare padre Briard e padre Massé (i due missionari gesuiti presenti a Port Royal) e fece rotta per l'attuale isola di Mount Desert al largo del Maine dove si cercò una localizzazione adatta a un nuovo insediamento. Poco dopo i coloni furono attaccati e fatti prigionieri dal capitano Samuel Aragall che era stato inviato dal governatore della colonia della Virginia (inglese) per distruggere ogni insediamento francese che si trovasse su territori reclamati dall'Inghilterra. I missionari, con altri 13 uomini, accompagnarono Aragall a Jamestown e in seguito ritornarono con lui a Port Royal dove, sorpresi i soldati a lavorare nei campi, poterono dare alle fiamme indisturbati l'intero forte.
Nel frattempo, intorno al 1608 Samuel de Champlain aveva fondato, lungo il San Lorenzo, in un luogo chiamato dagli indiani Algonchini "quebec" (luogo dove il fiume si restringe) un nuovo insediamento aperto soprattutto al commercio delle pellicce e ai contatti con le nazioni indiane circostanti. Quella che sarebbe stata la futura città di Québec, divenne ben presto il cuore della Nuova Francia. I francesi reclamarono il Canada come proprio e fecero arrivare 6.000 coloni, che si stanziarono lungo la valle del fiume San Lorenzo e nell'Acadia. La Gran Bretagna presente con insediamenti sull'Isola di Terranova, con l'avvento di nuovi coloni, rivendicò il sud della Nuova Scozia, nonché le coste intorno alla Baia di Hudson. Il primo contatto con gli europei fu disastroso per le popolazioni native. Esploratori e commercianti europei portarono con sé un gran numero di nuove malattie, come il vaiolo, che sterminò interi villaggi. Gli Irochesi divennero fervidi oppositori dei francesi e la guerra tra i due fu implacabile, tanto più che si unirono alle armate britanniche nel tentativo di indebolirli.

## La Nuova Francia (1604–1763)

Mappa della Nuova Francia fatta di Samuel de Champlain del 1612

Dopo la fondazione nel 1608 da parte di Champlain della città di Québec, essa divenne la capitale della Nuova Francia. Samuel de Champlain, legatosi agli Uroni per contrastare il potere degli Irochesi, intervenuto nelle loro guerre tribali, propose e ottenne nel 1618 da Luigi XIII di Francia di trasformare l'insediamento di Québec in un vero e proprio forte che controllasse la via fluviale "verso la Cina e le Indie occidentali" lungo il San Lorenzo. Il cardinale di Richelieu, primo ministro del re, fondò nel frattempo la Compagnia dei Cento per lo sviluppo della colonia, impegnandosi a mandarvi ogni anno dai 200 ai 300 coloni. Nel 1629 però il forte fu conquistato da David Kirke per conto dell'Inghilterra e la colonia della Nouvelle France inglobata ai possedimenti inglesi del nord America.
Solo nel 1632 con il trattato di Saint Germain en Laye poté tornare possedimento francese. L'economia dell'epoca si basava sulla pesca del merluzzo per le comunità costiere, e lungo il fiume San Lorenzo sull'agricoltura. I primi esploratori francesi si spinsero verso l'interno del nuovo continente toccando regioni dell'odierno Québec, Ontario e Manitoba. Commercializzavano principalmente in polvere da sparo, fucili, pistole, coltelli, e bollitori per le pellicce dei castori. Ma questo tipo di commercio, principalmente quello delle pellicce, riuscì ad attirare solo una piccola fetta di nuovi coloni.
Incoraggiare l'insediamento fu sempre difficile, anche se nuovi immigrati arrivarono. Nel 1759 la Nuova Francia possedeva da sola una popolazione di circa 60.000 abitanti. Per la Nuova Francia ci furono altri problemi oltre alla bassa immigrazione. Il governo francese ebbe sempre scarso interesse, o capacità, nel sostenere la sua colonia e di fatto fu lasciata in gran parte a sé stessa. L'economia rimase quasi primitiva e la popolazione fu coinvolta in un'agricoltura poco più che di sussistenza. I coloni, inoltre, furono spesso impegnati in una lunga serie di guerre con gli Irochesi.

## Le guerre nel periodo coloniale
Le ambizioni imperialistiche della Francia nel continente americano si scontrarono con gli interessi coloniali della Gran Bretagna nella regione. Mentre i francesi erano ben stabiliti in Canada, la Gran Bretagna aveva il controllo sulle tredici colonie (da cui in futuro sarebbero sorti gli Stati Uniti) della Baia di Hudson, di Terranova e della Nuova Scozia. Gli inglesi, dotati di maggior potere finanziario e di una marina militare più grande rispetto a quella della potenza coloniale avversaria, si trovarono pressoché costantemente in una posizione di vantaggio per difendere ed espandere le loro colonie. Il governo francese di Parigi per contro forniva ben poco sostegno ai propri coloni in Nuova Francia, che furono costretti, in molti casi, ad avvalersi esclusivamente di forze militari insediate nel continente. 
La Gran Bretagna e la Francia ebbero modo di scontrarsi ripetutamente tra il XVII e XVIII secolo. Numerose battaglie navali vennero combattute nelle Indie Occidentali, e le principali battaglie terrestri si verificarono in Canada. 

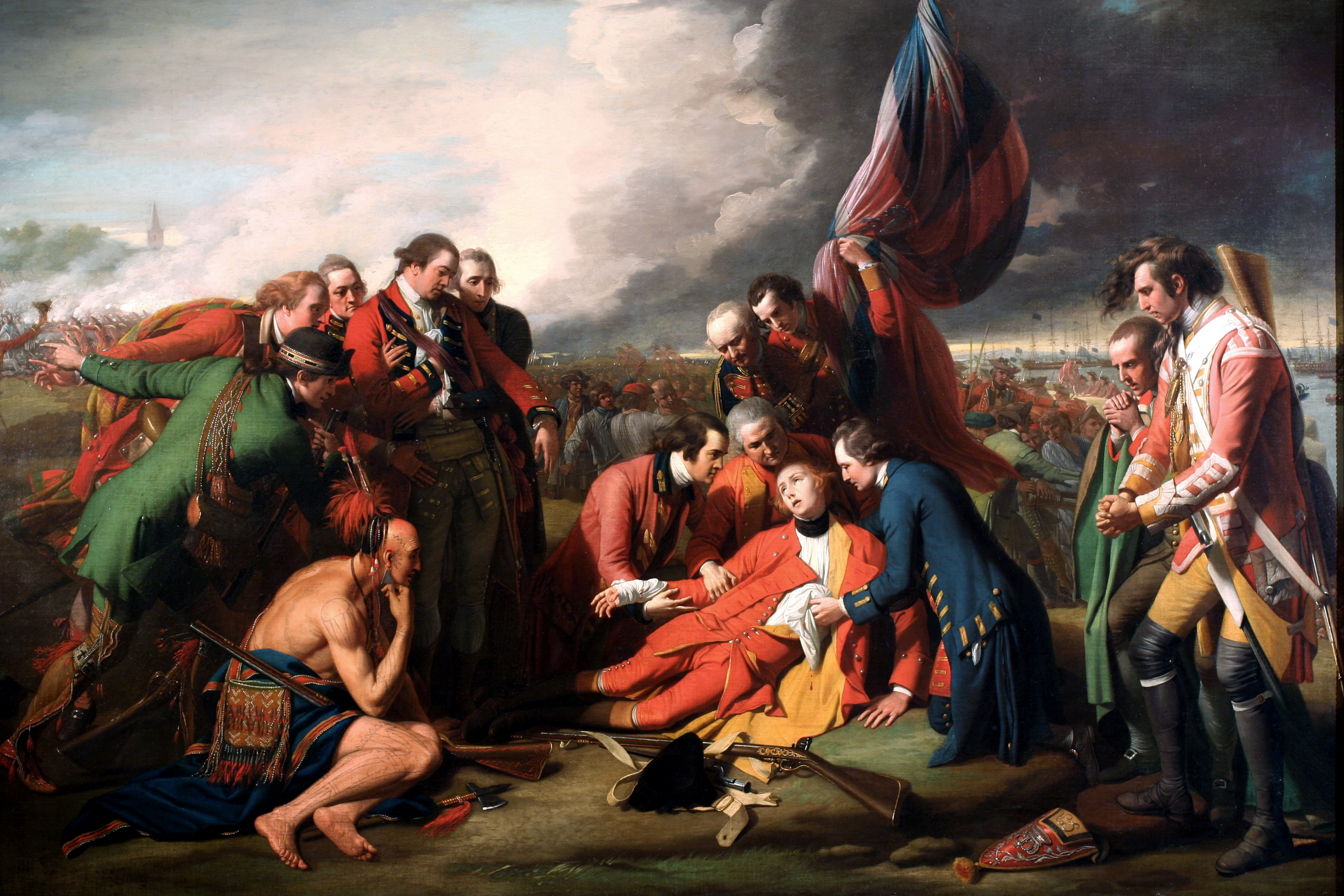
Morte del generale Wolfe nella battaglia della piana di Abraham della guerra dei Sette Anni

I primi territori a passare sotto la corona inglese furono le regioni marittime. Dopo la Guerra della Regina Anna (Queen Anne's War) scoppiata tra il 1702 e il 1713, la Nuova Scozia, Terranova e Capo Bretone vennero ceduti agli inglesi con il trattato di Utrecht. La Gran Bretagna assunse il controllo su migliaia di Acadiani di lingua francese presenti nei territori sottoposti al suo controllo. Nonostante le stesse popolazioni avessero più volte proclamato la neutralità nei confronti della Gran Bretagna, gli inglesi cercano di ridurne il forte numero procedendo a una loro deportazione anche con l'afflusso di nuove forze militari coloniali. Entro il 1755 furono deportati circa 12.000 Acadiani verso altri territori a controllo inglese del Nord America. Molti di questi in particolare furono stabiliti nel sud della Louisiana, dando origine successivamente alla cultura Cajun.
Alcuni riuscirono a nascondersi, altri ancora, più tardi, a tornare nei territori d'origine, ma trovarono una nuova migrazione (Yankees) proveniente dalla Nuova Inghilterra che di fatto aveva trasformato la Nuova Scozia. Durante la guerra di Re Giorgio (King George's War), le forze coloniali inglesi catturarono la roccaforte francese di Louisbourg sull'Isola di Capo Bretone (Nuova Scozia), ma venne poi restituita alla Francia nel 1748 con il trattato di Aquisgrana. Il Canada divenne un importante fronte della Guerra dei Sette Anni del 1756, durante la quale la Gran Bretagna acquisì il controllo della città di Québec, dopo la vittoria rimediata nella battaglia della piana di Abraham del 1759 e la vittoria del generale James Wolfe, e nella battaglia di Montréal del 1760

## Il Canada sotto il controllo imperiale britannico (1764-1867)
Al termine della guerra dei Sette Anni, scoppiata nel 1756, avvenuta con la firma del trattato di Parigi del 10 febbraio 1763, la Francia cedette alla Gran Bretagna la quasi totalità dei territori coloniali posseduti nel Nord America. Le nuove autorità lasciarono solo parte del patrimonio religioso, politico e sociale derivante dalla cultura francofona. Durante il XIX secolo il Canada divenne teatro della guerra del 1812 e della Rivolta del 1837. La guerra del 1812 fu combattuta tra gli Stati Uniti e il Regno Unito, che utilizzò le sue colonie del Nord America come pedine. Anche se le cause dello scoppio del conflitto sono ancora in fase di discussione da parte degli storici, una delle ipotesi più condivise è che le tensioni esistenti nelle regioni marittime tra gli Stati Uniti e Gran Bretagna avessero raggiunto un punto culminante.
Un'altra ipotesi che è stata avvalorata, seppure non ritenuta così importante come la precedente, è che gli Stati Uniti sarebbero voluti entrare in guerra con lo scopo di invadere il Canada e annetterlo al proprio territorio. Un'altra possibile causa scatenante sarebbe da ricollegarsi alle conseguenze della prima, in conseguenza dell'aumento delle tensioni diplomatiche con la Gran Bretagna, che di fatto resero sempre più difficile la navigazione nell'Oceano Atlantico. Il Congresso degli Stati Uniti dichiarò guerra alla Gran Bretagna nel giugno 1812, con la maggioranza dei voti provenienti dai delegati rappresentanti il sud e l'ovest degli Stati Uniti, i quali ritenevano che l'unico modo per espandere i confini verso ovest fosse quello di sconfiggere la Gran Bretagna e le popolazioni alleate indiane che, seppure alleate con le autorità imperiali inglesi, non avrebbero tratto nessun vantaggio dalle sorti del conflitto.

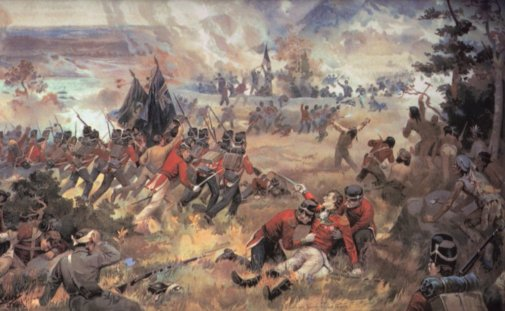
Battaglia di Queenston Heights durante la guerra del 1812

La guerra del 1812 si concluse con la stipula del trattato di Gand del 1814 e l'accordo di Rush-Bagot del 1817, senza che si verificassero decisivi mutamenti territoriali per entrambe le parti coinvolte nel conflitto. Una conseguenza sociale del conflitto fu la migrazione americana proveniente da nord, l'Alto Canada, ad ovest, verso Ohio e Michigan. Nel 1837 alcune ribellioni contro il governo coloniale britannico si svolsero nell'Alto e Basso Canada. Nell'Alto Canada un gruppo di riformatori, sotto la guida di William Lyon Mackenzie, diede vita a una serie di scaramucce contro gli occupanti coloniali inglesi intorno alla città di Toronto, a London, e Hamilton, le quali, essendo di piccola entità e svolgendosi in modo disorganizzato, furono represse.
Una ribellione più consistente si innescò contro il dominio britannico nel Basso Canada. Ribelli anglofoni e francofoni, con qualche appoggio americano, organizzarono una serie di scontri contro le autorità locali. Le città di Chambly e Sorel vennero conquistate dai ribelli, e la città di Québec venne isolata dal resto della colonia. I patrioti, tuttavia, vennero sconfitti dopo la battaglia di Québec. Vennero arrestati centinaia di rivoltosi, e molti villaggi furono bruciati per rappresaglia. Con l'Atto di Unione del 1840 vennero fusi Alto e Basso Canada in un'unica colonia. Una volta fissato il confine occidentale con gli Stati Uniti lungo il 49º parallelo nord, il governo britannico cedette anche le colonie sulla costa del Pacifico: la Columbia Britannica nel 1848 e l'Isola di Vancouver nel 1849.
Una serie di proposte chiamate le Settantadue Risoluzioni (Seventy-Two Resolutions) vennero elaborate alla Conferenza di Québec del 1864, dove si delineò un quadro complessivo di riferimento per unire le colonie britanniche possedute nel Nord America in un'unica federazione. Le stesse proposte divennero la base per la Conferenza di Londra del 1866. Il bisogno di unire le colonie del Nord America con lo scopo di formare un'unica aggregazione politica si fondava su una serie di ragioni, una delle quali era costituita dal crescente spirito nazionalista acquisito dalle popolazioni anglofone del Nord America, che spinsero, in funzione autonomista, in questa direzione.
Poi vi erano le crescenti preoccupazioni per l'espansionismo militare americano verso l'Ovest, che avrebbe potuto costituire un pericolo per l'indipendenza delle colonie britanniche, e di qui, almeno dal punto di vista formale, sarebbe sorta la necessità di procedere a una loro unificazione. Dal punto di vista giuridico sorgeva poi il desiderio di superare l'unione legislativa esistente tra Alto e Basso Canada, con l'introduzione di una legislazione di tipo provinciale all'interno di un'unica federazione. Quest'ultimo punto fu supportato soprattutto dal Movimento di Riforma Liberale dell'Alto Canada e dai Franco-Canadesi rouges del Basso Canada, che favorivano un'unione decentrata rispetto alle visioni del Partito Conservatore dell'Alto Canada e in una certa misura dei blues Franco-Canadesi favorevoli ad un'unione di tipo centralizzato.

## Il Canada Post-Confederale (1867-1914)
Il 1º luglio 1867, con il British North America Act approvato dal Parlamento britannico, la Provincia del Canada, i territori di Nuovo Brunswick e Nuova Scozia vennero uniti, formando insieme una federazione. Con lo stesso provvedimento fu istituito anche un governo canadese a cui capo fu nominato il Primo ministro John A. Macdonald che propose di definire l'entità politica appena formatasi con il nome di "Regno del Canada”. Tuttavia il Colonial Office, il governo coloniale inglese considerò come "prematuro" e "pretenzioso" l'impiego del termine "regno" che si sarebbe richiamato all'instaurazione di una forma di governo monarchica parificando il Canada al Regno Unito. Così fu scelto di denominarla dominion per indicare la concessione dello status politico di auto-governo della colonia canadese, che avrebbe acquisito autonomia e libertà interna nel Paese, pur lasciando la politica estera al Regno Unito, come territorio facente parte dell'Impero britannico. Fu la prima volta che una tale forma di governo venne utilizzata in riferimento ad un paese.
Il primo ministro John A. Macdonald organizza una politica cosiddetta "etnocida" nei confronti degli amerindi delle pianure centrali del paese per appropriarsi delle loro terre, causando intenzionalmente carestie, esecuzioni arbitrarie e l'assimilazione forzata dei bambini.
Con la costruzione della Canadian Pacific Railway, il Paese poté espandere i propri confini ad oriente, occidente e settentrione, stabilendo, con la creazione di efficienti linee di comunicazione, la propria autorità su territori in parte ancora poco popolati ed esplorati. Un importante strumento per raggiungere questo scopo fu costituito dalla fondazione della Polizia a cavallo canadese (North-West Mounted Police, ora la Royal Canadian Mounted Police), con lo scopo di pattugliare il territorio. La provincia del Manitoba fu annessa al Dominion canadese nel 1870, e la Columbia Britannica nel 1871. L'espansione territoriale del Paese però incontrò una serie di grandi resistenze ad occidente, soprattutto nelle regioni occupate dalle popolazioni indigene dei Métis, che diedero vita alla Ribellione di Red River del 1869 e la Ribellione del Nord-Ovest del 1885. Nel 1905 il Saskatchewan e l'Alberta vennero ammesse come province.

## Il Canada nel periodo tra le due guerre

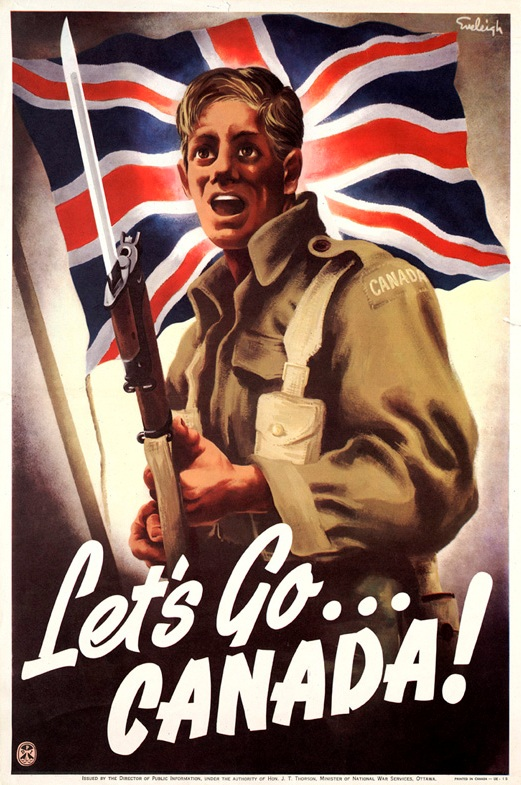
Manifesto propagandistico della seconda guerra mondiale

Il Canada partecipò attivamente alla prima guerra mondiale, schierandosi a fianco delle nazioni dell'Intesa nel 1914. Uno dei momenti più importanti del suo impegno bellico lo raggiunse con la vittoria ottenuta nella Battaglia di Vimy Ridge del 9 aprile 1917, presso il Passo di Calais in Francia, nella quale le truppe canadesi riuscirono, dopo 3 giorni di assedio, a conquistare una collina fortificata tedesca che aveva resistito ai precedenti attacchi britannici e francesi. Battaglie come quelle condotte presso il crinale di Vimy, al pari dell'affermazione della forza aerea nel fronte occidentale, nell'ambito della quale si distinsero singoli aviatori come William Barker e Billy Bishop, contribuirono a definire una nuova identità al paese.
La partecipazione al conflitto pertanto contribuì a diffondere nell'opinione pubblica interna un maggiore spirito nazionalistico. Nel corso del primo dopoguerra, il Canada fu considerato da più parti come uno dei paesi più colpiti dalla Grande depressione del 1929. L'economia nazionale risentì maggiormente le conseguenze delle recessioni rispetto a quelle verificatesi negli altri Paesi coinvolti dal crollo economico della Borsa di Wall Street. Particolarmente interessata dalla crisi fu la regione occidentale del Paese, dove il pieno recupero non si verificò fino all'inizio della seconda guerra mondiale, nel 1939. Fu un periodo storico difficile per il Paese che portò alla creazione di nuovi partiti politici (il Social Credit movement e il Cooperative Commonwealth Federation), e fu contraddistinto anche dallo scoppio di proteste popolari (tra le quali una delle più importanti fu quella denominata On to Ottawa Trek del 1935).
Il Canada come parte dell'Impero britannico entrò nella seconda guerra mondiale a fianco degli Alleati, dichiarando guerra alla Germania di Adolf Hitler il 10 settembre 1939, una settimana dopo il Regno Unito. Le forze canadesi vennero impegnate nel continente asiatico, a difesa della colonia di Hong Kong dall'invasione giapponese, e in Europa, nel raid condotto sulle coste francesi, a Dieppe nell'agosto 1942, nell'invasione alleata dell'Italia del 1943, e nella battaglia di Normandia del 1944. Su una popolazione complessiva di circa 11,5 milioni di abitanti, 1,1 milioni servirono nelle forze armate nel corso del secondo conflitto bellico e molte altre migliaia furono arruolate nella marina mercantile. Alla fine delle ostilità il Canada contò più di 45.000 morti e 55.000 feriti.

## 1945-1960
Una certa condizione di benessere economico fu raggiunta in Canada allo scoppio dalla seconda guerra mondiale. Un fattore decisivo per il risollevamento delle sorti dell'economia nazionale fu costituito dall'invio di un contingente di 10.000 militari americani nel Paese e, dopo l'entrata in guerra degli USA, avvenuta nel dicembre 1941, la realizzazione di grandi investimenti nella realizzazione di basi aeree e navali che le forze armate americane avrebbero potuto usufruire per la conduzione delle operazioni militari in Europa e nel Pacifico. Tale clima di prosperità economica sarebbe poi proseguito con l'operato dei governi liberali susseguitisi nel Paese nel corso del secondo dopoguerra, con l'attuazione di politiche nazionali sempre più rivolte alla promozione del benessere sociale (welfare), la creazione di un'efficiente assistenza sanitaria, e di un adeguato livello di corresponsione delle pensioni di vecchiaia e di quelle assegnate ai veterani di guerra.
Apertasi la discussione sull'amministrazione dell'isola di Terranova, nonostante l'accresciuto consenso popolare verso gli Stati Uniti, il governo canadese fu intenzionato a includere Terranova nella confederazione canadese, piuttosto che cederla alle autorità statunitensi. Per risolvere la questione diplomatica, il governo britannico indisse nel 1948 presso la popolazione un referendum con la possibilità di optare per tre scelte: rimanere con lo status di colonia dell'Impero Britannico, ritornare allo status di Dominion (godendo di uno stato di semi-indipendenza dalla Gran Bretagna), o entrare nella confederazione canadese. Non fu inserita l'opzione di entrare a far parte degli Stati Uniti. Dopo un aspro dibattito l'isola di Terranova votò definitivamente l'entrata come provincia nella confederazione del Canada, nel 1949. La politica estera canadese durante la guerra fredda fu strettamente legata a quella degli Stati Uniti, come dimostrò la sua adesione alla struttura militare dell'organizzazione della NATO, nel 1949, con l'invio di un contingente terrestre durante la Guerra di Corea del 1950-1953, e la creazione di un comune sistema di difesa aerea denominato NORAD con gli Stati Uniti nel 1958.

## Dal 1960 ad oggi
Nel 1960, una mobilitazione popolare portò allo scoppio della Quiet Revolution (la rivoluzione tranquilla), che ebbe luogo nella provincia del Québec e che comportò nell'immediato la sostituzione della vecchia classe dirigente e a lungo termine la modernizzazione dell'economia e della società. Nel corso degli anni sessanta le forze politiche nazionalistiche chiesero l'indipendenza del Québec e le tensioni sociali aumentarono fino a degenerare nello scoppio di violenze durante la crisi dell'ottobre 1970, da menzionare il 1965 anno in cui il Canada su iniziativa del primo ministro liberale Lester Pearson adottò (dopo un lungo e controverso dibattito) una nuova bandiera Maple Leaf sostituendo la vecchia red ensign e l'inno nazionale da God Save the Queen a O Canada cosìcchè divenne a tutti gli effetti pienamente 'indipendente'. Durante la sua lunga permanenza in carica compiuta nel corso di quattro mandati consecutivi dal 1968 al 1984, il Primo Ministro Pierre Trudeau pose il cambiamento sociale come principale obiettivo politico del Paese.
Tra gli anni '60 e '80, 20.000 bambini aborigeni sono stati rapiti dalle loro famiglie e inseriti in famiglie non aborigene.
Nel corso degli anni novanta, il Canada ha sperimentato un'altra lunga permanenza politica nel Governo nazionale, con il Primo Ministro, Jean Chrétien, che è stato in carica per 10 anni, dal 4 novembre 1993 fino al 12 dicembre 2003. È stato indetto un secondo referendum riguardante la sovranità del Québec e la creazione di un nuovo territorio, il Nunavut. Attualmente il problema fondamentale che interessa la politica generale del Paese riguarda la forte immigrazione che si sta verificando nel Paese nordamericano. Dal 2015 Justin Trudeau è il Primo Ministro del Canada.